# Nicolas Raffort
Nicolas Raffort (Sallanches, 27 giugno 1991) è uno sciatore freestyle ed ex sciatore alpino francese.

## Biografia
Raffort, originario di Les Contamines-Montjoie, nella prima parte della sua carriera ha gareggiato nello sci alpino: specialista delle gare veloci, ha esordito in Coppa Europa il 9 febbraio 2010 partecipando allo slalom speciale di Méribel, senza completarlo, e in Coppa del Mondo il 23 febbraio 2013, piazzandosi 61º nella discesa libera di Garmisch-Partenkirchen. In Coppa Europa ha conquistato quattro podi (il primo il 22 dicembre 2013 a Madonna di Campiglio in discesa libera, 2º, l'ultimo il 16 gennaio 2017 a Kitzbühel nella medesima specialità, 3º), con due vittorie (il 21 gennaio 2014 a Val-d'Isère in supergigante e il 4 febbraio 2016 a Sarentino in discesa libera), mentre in Coppa del Mondo ha ottenuto il miglior piazzamento il 7 marzo 2020 a Kvitfjell in discesa libera (9º) e ha preso per l'ultima volta il via il 5 marzo 2022 nelle medesime località e specialità (30º); non ha preso parte a rassegne iridate.
Dalla stagione 2021-2022 ha iniziato a gareggiare anche nel freestyle, specialità ski cross: ha esordito nella disciplina in occasione dei Campionati francesi 2022, il 23 marzo a Les Contamines, e ha debuttato in Coppa Europa il 25 marzo successivo nella medesima località (29º). Al termine di quella stagione 2021-2022 ha annunciato il proprio ritiro dallo sci alpino: la sua ultima gara nella disciplina è stata il supergigante dei Campionati monegaschi 2022, disputato il 1º aprile ad Auron. Nello ski cross ha esordito in Coppa del Mondo l'8 dicembre 2022 a Val Thorens (23º), ha conquistato il primo podio in Coppa Europa il 24 febbraio 2023 a Reiteralm (2º) e il primo podio in Coppa del Mondo il 21 dicembre dello stesso anno a San Candido (2º); ai Mondiali di Engadina 2025, suo esordio iridato, si è classificato 18º. Non ha preso parte a rassegne olimpiche.

## Palmarès

### Sci alpino

#### Coppa del Mondo
- Miglior piazzamento in classifica generale: 84º nel 2020

#### Coppa Europa
- Miglior piazzamento in classifica generale: 11º nel 2014
- 4 podi:
  - 2 vittorie
  - 1 secondo posto
  - 1 terzo posto

##### Coppa Europa - vittorie
| Data            | Località    | Paese   | Specialità |
| --------------- | ----------- | ------- | ---------- |
| 21 gennaio 2014 | Val-d'Isère | Francia | SG         |
| 4 febbraio 2016 | Sarentino   | Italia  | DH         |

Legenda:

DH = discesa libera

SG = supergigante

#### Campionati francesi
- 3 medaglie[2]:
  - 3 bronzi (discesa libera nel 2013; discesa libera nel 2018; discesa libera nel 2021)

### Freestyle

#### Coppa del Mondo
- Miglior piazzamento nella Coppa del Mondo di ski cross: 20º nel 2024
- 1 podio:
  - 1 secondo posto

#### Coppa Europa
- Miglior piazzamento nella classifica di ski cross: 12º nel 2023
- 2 podi:
  - 2 secondi posti

#### Campionati francesi
- 1 medaglia:
  - 1 argento (ski cross nel 2024)